# Fra Aalborg
|  | Denne artikel er oprettet af botten Steenthbot ud fra en ekstern database. Den kan derfor have sproglige fejl eller mangler. Denne skabelon kan fjernes efter kontrol af indholdet. |

Fra Aalborg er en dansk dokumentarisk optagelse fra 1931.

## Handling
Optagelser fra Aalborg, bl.a. fra et marked foran Jens Bangs Stenhus.